# Cladonia scabriuscula
Cladonia scabriuscula (Delise) Leight. (1875), è una specie di lichene appartenente al genere Cladonia,  dell'ordine Lecanorales.
Il nome proprio deriva dal latino tardo scabriusculum, diminutivo di scabrosus che significa ruvido, aspro, scabro, ad indicare l'aspetto superficiale degli apoteci.

## Caratteristiche fisiche
Il sistema di riproduzione è principalmente asessuato, attraverso gli isidi o strutture similari, quali ad esempio gli schizidi. Il fotobionte è principalmente un'alga verde delle Trentepohlia.

## Habitat
Questa specie si adatta soprattutto a climi di tipo temperato. Molto esteso ma raro nelle località di ritrovamento. Rinvenuta su suoli umidi e fra i muschi in terreni boscosi aperti. Predilige un pH del substrato intermedio fra molto acido e subneutro fino a subneutro puro. Il bisogno di umidità spazia da igrofitico a mesofitico.

## Località di ritrovamento
La specie è stata rinvenuta nelle seguenti località:
- USA (Alaska, New York, Wisconsin, Michigan, Vermont, Hawaii, Maine);
- Canada (Ontario, Manitoba, Alberta, Terranova, Labrador, Isola del Principe Edoardo, Nuova Scozia, Saskatchewan, Québec, Nuovo Brunswick, Columbia Britannica);
- Germania (Baden-Württemberg, Bassa Sassonia, Schleswig-Holstein, Turingia, Renania-Palatinato, Berlino, Renania Settentrionale-Vestfalia, Sassonia-Anhalt, Brandeburgo, Amburgo, Meclemburgo, Sassonia, Assia);
- Australia (Nuovo Galles del Sud, Australia Occidentale);
- Spagna (Castiglia e León);
- Cina (Shaanxi, Sichuan, Heilongjiang, Mongolia interna, Jilin, Xizang, Yunnan, Tibet, Guizhou, Xinjiang, Zhejiang, Anhui, Jiangsu, Hubei);

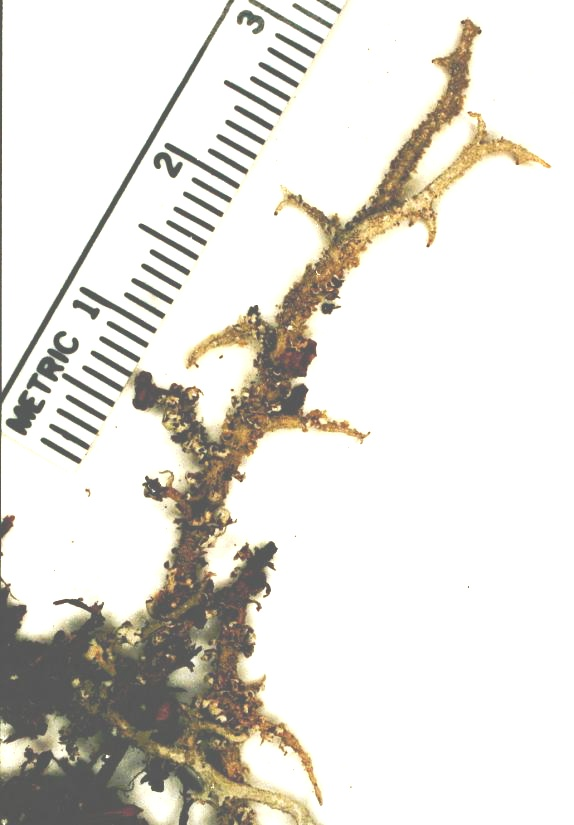
Cladonia scabriuscula

- Argentina, Bhutan, Brasile, Cile, Corea del Nord, Corea del Sud, Costa Rica, Danimarca, Estonia, Finlandia, Georgia del Sud, Giappone, Gran Bretagna, Groenlandia, India, Cladonia scabriuscula Irlanda, Islanda, Lituania, Malaysia, Marocco, Mongolia, Norvegia, Nuova Zelanda, Oceania, Paesi Bassi, Papua Nuova Guinea, Perù, Polonia, Repubblica Ceca, Romania, Saint-Pierre e Miquelon, Svezia, Taiwan, Tristan da Cunha, Ungheria.

In Italia questa specie di Cladonia è estremamente rara:
- Trentino-Alto Adige, estremamente rara nelle valli
- Val d'Aosta, non è stata rinvenuta
- Piemonte, estremamente rara sui monti dell'arco alpino, non rinvenuta nel resto della regione
- Lombardia, non è stata rinvenuta
- Veneto, non è stata rinvenuta
- Friuli, estremamente rara sui monti dell'arco alpino, non rinvenuta nel resto della regione
- Emilia-Romagna, non è stata rinvenuta
- Liguria, non è stata rinvenuta
- Toscana, da rara nelle zone interne ad estremamente rara in quelle litoranee

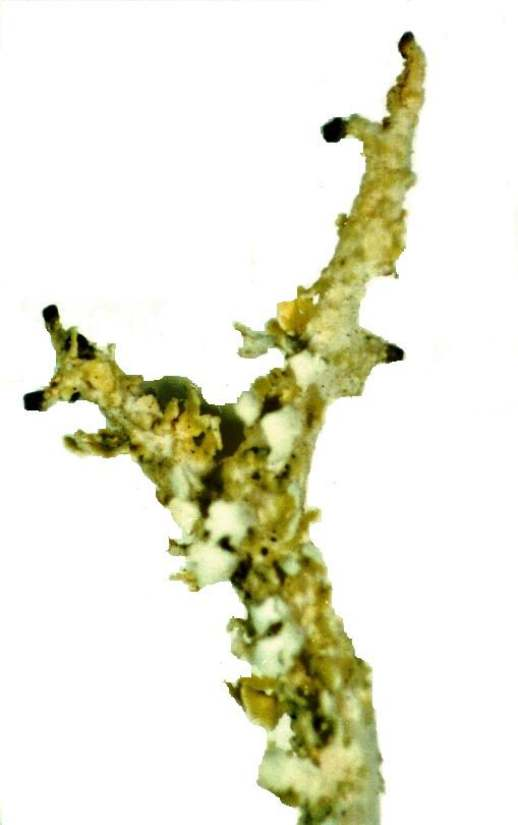
Cladonia scabriuscula

- Umbria, non è stata rinvenuta
- Marche, non è stata rinvenuta
- Lazio, non è stata rinvenuta
- Abruzzi, non è stata rinvenuta

- Molise, non è stata rinvenuta
- Campania, non è stata rinvenuta
- Puglia, non è stata rinvenuta
- Basilicata, non è stata rinvenuta
- Calabria, non è stata rinvenuta
- Sicilia, non è stata rinvenuta
- Sardegna, non è stata rinvenuta.[3]

## Tassonomia
Questa specie appartiene alla sezione Ascyphiferae; a tutto il 2008 sono state identificate le seguenti forme, sottospecie e varietà:
- Cladonia scabriuscula f. adspersa (Flörke) Anders
- Cladonia scabriuscula f. asperata
- Cladonia scabriuscula f. cancellata Müll. Arg.
- Cladonia scabriuscula f. elegans Rabenh.
- Cladonia scabriuscula f. elegans Robbins.
- Cladonia scabriuscula f. rorbustior (Sandst.) Anders
- Cladonia scabriuscula f. scabriuscula (Delise) Leight. (1875).
- Cladonia scabriuscula f. squamulosa (Dufour) J.C. Wei (1991).
- Cladonia scabriuscula var. asperata (Müll. Arg.) Abbayes ex Frey (1967), (= Cladonia scabriuscula).
- Cladonia scabriuscula var. scabriuscula (Delise) Leight. (1875).